# Moravice (Vrbovsko)
Pour les articles homonymes, voir Moravice.
Moravice est une localité de Croatie située dans la municipalité de Vrbovsko, comitat de Primorje-Gorski Kotar. En 2001, la localité comptait 797 habitants.
Moravice est également connu sous le nom de Srpske Moravice, le « Moravice serbe ».

## Démographie
| 1948 | 1953 | 1961 | 1971 | 1981 | 1991 | 2001 |
| ---- | ---- | ---- | ---- | ---- | ---- | ---- |
| 734  | 974  | 916  | 956  | 814  | 841  | 797  |